# The Rum Diary (Film)
The Rum Diary ist ein US-amerikanischer Spielfilm unter der Regie von Bruce Robinson, der auf dem gleichnamigen Roman The Rum Diary von Hunter S. Thompson basiert. Der Film lief in den Vereinigten Staaten am 28. Oktober 2011 in den Kinos an. In Deutschland lief der Film am 2. August 2012 an.
Die Hauptrolle des Paul Kemp übernahm Johnny Depp, der bereits auch bei der Thompson-Verfilmung Fear and Loathing in Las Vegas die Hauptrolle des Raoul Duke spielte. Beide Figuren – Kemp und Duke – gelten als Alter Egos des Schriftstellers Hunter S. Thompson.

## Handlung
Der New Yorker Journalist Paul Kemp hat ein Alkoholproblem und ist meist nur kurzfristig beschäftigt. Mit einem stark geschönten Lebenslauf ergattert er 1959 eine Stelle bei der Tageszeitung The San Juan Star in der puerto-ricanischen Hauptstadt San Juan.
Neben seiner Arbeit verbringt Kemp, der sich eigentlich als Schriftsteller versteht, auch viel Zeit in Bars und mit Saufkumpanen. Zufällig lernt er die attraktive Chenault kennen, die mit dem auf großem Fuß lebenden Spekulanten Sanderson verlobt ist. Kemp soll für Sanderson und seine Partner phantasievolle Public-Relations-Texte schreiben. Dabei geht es um ein großes Hotelprojekt auf einer angeblich unberührten Insel vor Puerto Rico, die zurzeit allerdings noch für Artillerieübungen der US-Streitkräfte dient.
Nach einer durchzechten Nacht und der Andeutung eines Seitensprunges Chenaults mit einem Einheimischen gibt Sanderson ihr den Laufpass. Sie kommt bei Kemp in seiner heruntergekommenen Wohnung unter und die beiden beginnen eine Beziehung.
Unterdessen schließt die Zeitung. Kemp will Sandersons Projekt und seine skrupellosen Hintermänner noch in einer letzten Ausgabe bloßstellen, doch die Druckmaschinen wurden bereits abtransportiert, um sein Vorhaben zu torpedieren.
In der letzten Szene des Films entwendet Kemp eine von Sandersons Yachten und segelt in den Sonnenuntergang. Laut Abspann schaffte er es bis nach New York, wo er Chenault heiratete und seine schriftstellerischen Ambitionen als erfolgreicher Journalist realisierte.

## Produktion
Die Verfilmung des Romans mit dem gleichnamigen Titel The Rum Diary wurde erstmals im Jahre 2003 geplant. Nach dem Tod Hunter S. Thompsons im Jahr 2005 hat sich besonders dessen Freund Johnny Depp für die schnelle Fertigstellung starkgemacht. Die ersten Dreharbeiten starteten am 25. März 2009 in Puerto Rico.

## Synchronisation
Die deutsche Synchronisation entstand nach einem Dialogbuch und unter der Dialogregie von Pierre Peters-Arnolds in dessen damaligen Synchronfirma PPA Film GmbH in München.
| Rolle               | Schauspieler    | Synchronsprecher   |
| ------------------- | --------------- | ------------------ |
| Paul Kemp           | Johnny Depp     | Marcus Off         |
| Chenault            | Amber Heard     | Maren Rainer       |
| Sanderson           | Aaron Eckhart   | Tom Vogt           |
| Moberg              | Giovanni Ribisi | Dustin Semmelrogge |
| Edward J. Lotterman | Richard Jenkins | Reinhard Brock     |
| Mr. Zimburger       | Bill Smitrovich | Hartmut Neugebauer |
| Bob Sala            | Michael Rispoli | Thomas Wenke       |
| Wolsey              | Julian Holloway | Claus Brockmeyer   |
| Segarra             | Amaury Nolasco  | Ole Pfennig        |
| Donovan             | Marshall Bell   | Crock Krumbiegel   |

## Kritik
Der Film erhielt in den Vereinigten Staaten durchschnittliche Kritiken. Bei IMDb wurde der Film mit 6,3 Sternen bewertet. Laut der Kritik-Aggregator-Website Rotten Tomatoes erhielt der Film bei 89 Kritiken nur von 51 % der Kritiker eine positive Bewertung. Die Durchschnittsbewertung lag bei 5,9 von 10 Punkten. Der Konsens der Kritiker lautete: It’s colorful and amiable enough, and Depp’s heart is clearly in the right place, but The Rum Diary fails to add sufficient focus to its rambling source material. (Er ist farbenreich und liebenswert, und Depp hat das Herz eindeutig auf dem rechten Fleck, aber The Rum Diary schafft es nicht, im ausschweifenden Quellenmaterial einen pointierten Schwerpunkt zu setzen.) Bei Metacritic erhielt der Film eine Durchschnittsbewertung von 57 von 100 Punkten, basierend auf 34 Kritiken.

„Die Blu-Ray zu RUM DIARY ist inhaltlich sowie technisch gesehen nichts Besonderes und gehört zum durchschnittlichen Mittelmaß. Die Geschichte des Journalisten Paul Kemp plätschert gemütlich vor sich hin und lässt den Schauspielern keinen Raum, zur Höchstform aufzulaufen. RUM DIARY verschenkt Potenzial, da die Thematik des Films mehr zu bieten hätte.“

„Das leichtlebige Lebensgefühl der Epoche vor der Kuba-Krise fängt der Film formvollendet ein: mit Abstechern in schummrige Rum-Spelunken, zu illegalen Hahnen-Kämpfen und bizarren Voodoo-Priestern, bei denen auch agnostische Journalisten um höheren Beistand bitten.“

## Trivia
Amber Heard und Johnny Depp, die später im realen Leben heirateten und zwischenzeitlich bereits wieder geschieden sind, lernten sich am Set des Filmes kennen.